# Emile Kirscht
Emile Kirscht (Rumelange, 11 de juny de 1913 - Esch-sur-Alzette, 20 d'octubre de 1994) fou un pintor luxemburguès, que treballà principalment amb acrílica i guaix en paper. El 1954 va ser cofundador del grup Iconomaques d'artistes abstractes a Luxemburg.
Nascut l'11 de juny de 1913, era el sisè de set germans en una família de classe treballadora a Rumelange al sud de Luxemburg. El seu pare va morir quan ell tenia solament quatre anys, cosa que el va obligar a guanyar-se la vida en una fàbrica d'acer des de molt jove. Durant la Segona Guerra Mundial, els alemanys el va deportar després de la seva negativa a unir-se a la Volksdeutsche Bewegung, però més tard el van portar de nou a treballar a Belval (Luxemburg), en una fàbrica d'acer on va romandre per la resta de la seva vida laboral. Sense cap tipus d'educació formal, va començar a pintar com un nen usant una caixa de pintures que havia trobat en una galleda d'escombraries. Ell va desenvolupar les seves pròpies capacitats durant la dècada de 1940, abans de ser influenciat per la imatgeria abstracta lírica de l'Escola de París després que ell va visitar l'exposició 1947 d'art francès a la Ciutat de Luxemburg.
Kirscht va exhibir per primera vegada al Cercle Artístic de Luxemburg el 1947 on va conèixer a Joseph-Emile Muller qui, juntament amb altres pintors de Luxemburg, el van animar a exposar al Saló de la Nouvelle Equipe a Esch-sur-Alzette el 1950, i el 1954 al Saló dels Iconomaques. El 1959, les seves habilitats van ser reconegudes plenament quan se li va concedir el Premi Grand-Duc Adolphe. Encara que Kirscht va girar cap a la pintura abstracta en la dècada de 1950 amb obres com Composition i Automnal, no va ser fins a la dècada de 1960, quan va substituir acrílics pels olis que realment va ser l'estil que va dominar. Una de les seves obres més destacades, Village (1959), fa ús de formes geomètriques per representar les línies internes i estructures del tema.
La interacció dels diferents colors harmoniosos són la base de les estructures en les seves obres. En cada quadre, hi ha un color subjacent, amb la proporció de blanc disminuint a mesura que el seu enfocament madura.